# Hirtodrosophila ordinaria
Hirtodrosophila ordinaria är en tvåvingeart som först beskrevs av Daniel William Coquillett 1904.  Hirtodrosophila ordinaria ingår i släktet Hirtodrosophila och familjen daggflugor. Inga underarter finns listade i Catalogue of Life.